# Blindman
BLINDMAN（ブラインドマン）は、日本のハードロックバンド。

## 来歴
- 1995年 中村 達也(ギター)のソロアルバム「TURN ON THE LIGHT」リリースに伴うライブを機に、結成。バンド結成時のメンバーは高谷 学（ボーカル）、中村 達也（ギター）、戸田 達也（ベース）に長井一郎（ドラム）と遠藤 均（キーボード）。
- 1996年 3曲入り1stデモ音源「Not for Sale」を1000本無料配布。マンドレイク・ルート・レーベル発売オムニバスVTR「make it shine video vol.2」にライブ映像で参加。HR/HM専門誌「BURRN！」のレビューにて高評価を得る。[要出典]同年冬、長井一郎（ドラム）脱退。
- 1997年 同年夏、サポートを勤めてきたLouis Sesto（ドラム）が加入。2曲入りデモ音源「Not for Sale Ⅱ」を限定500本無料配布。
- 1998年 デビューアルバム「Sensitive Pictures」をCastle Recordsよりリリース。初の全国ツアー。同年冬、遠藤 均（キーボード）脱退。ツアー前後に都内同ライブハウスで公演が行われた。
- 1999年 井上 健之助（キーボード）加入。

同年7月、2ndアルバム「Being Human」リリースし、それに伴う20ヶ所以上の全国ツアーを敢行。
同年冬、初のライブ・アルバム「Live, Living, Alive !!」リリース。
- 2000年 1月、Louis Sesto（ドラム）脱退、後任に村上克敏（ドラム）が加入。

ミニ・アルバム「…in the dark」リリース。
全国18ヶ所のツアー実施、ツアー・ファイナル公演・東京・渋谷ON AIR WESTにてKING RECORDS NEXUSレーベルとの契約を発表した。KING RECORDSがハードロック・ヘヴィーメタルのバンドと契約を行うのはEARTHSHAKER以来18年振りとなる
。
- 2001年 村上克敏（ドラム）脱退に伴いLouis Sesto（ドラム）が復帰。3rdアルバム「BLINDMAN」発表。全国12箇所ツアーを敢行する。秋、ツアー初日の渋谷ON AIR WEST公演を収録したライブVIDEO「BLINDMAN LIVE 2001」をリリース。

東名阪にてプロモーション・ツアー実施。
- 2002年 同レーベルより4thアルバム「TURNING BACK」発表。

東京にて3Days Gig実施後、全国15箇所ツアーを実施。ツアー終了後、Louis Sesto（ドラム）脱退。
同年9月、PURE ROCK JAPAN LIVEにて活動休止（結論から言うとこの時点で事実上解散）を発表。
- 2003年 3月末、解散宣言。同年6月 ベスト・アルバム「Soul Talks, Melodies Walk」発表。後に中村は活動休止ではなく解散を選んだ理由を「当時としては思うようなセールスが得られず、奔走するレコード会社の求める楽曲と自分達の理想とするバンド像に差が出来てしまった事が原因であり、メンバー間の姿勢も差が生まれた為、一度リセットしようという事になった。」と話している。[1]
- 2004年 10月、中村・高谷・井上・村上の布陣に、新たに薄葉友貴（ベース）を加え、

過去に活動休止を宣言したPURE ROCK JAPAN LIVEに参加表明、実質二年のブランクを経て、バンドの再結成、活動再開を発表。
12月、全国6箇所のショート・ツアーを実施。
- 2005年 レコーディング終了後、東名阪ツアー「～Brand New chapter～ tour 2005」実施。
- 2006年 4月、TRIUMPH RECORDSより「Pain for the pleasure」リリース、同タイトル・ツアー開始。

年間を通じて、全国でライブ活動、イベント参加を展開。
12月、ツアー・ファイナル・ワンマン公演を東京・渋谷BOXXにて開催。同日、薄葉友貴（ベース）脱退。
- 2007年 6月、LIVE DVD「Road to the pleasure」リリース。

7月、同DVDプロモーションの為、サポートを迎えて東名阪ツアー敢行。東京公演では、中村が事故による怪我でギターを弾く事が思うようにいかず、リードギターを中村の旧友であるCONCERTO MOONの島紀史が務めた。
9月、CONCERTO MOONとのカップリングツアー「Soul Talk's Moon Shining」TOURの12月開催を発表。
11月、井上健之助（キーボード）が、年内での活動をもっての脱退を発表。
12月、東 将行（ベース）加入。
- 2008年 8月、6thアルバム「Subconscious In Xperience」リリース、同タイトルツアー開始。

足掛け2年に及ぶ全国ツアーを断続的に敢行。
- 2009年 4月、松井博樹（キーボード）加入。

12月、東京・原宿アストロホールにてツアーファイナルのワンマン公演実施。
- 2010年 3月、東 将行（ベース）脱退。サポートを迎え、7月、7thアルバム「Re-rise」リリース。

8月、初の東名阪ワンマン公演を含む全国ツアー実施。
- 2011年 4月、村上克敏（ドラム）脱退。

10月、オリジナル・メンバーである戸田達也(ベース)、Louis Sesto(ドラム)がサポート参加。
メジャーデビュー10周年を記念した東名阪でのショート・ツアー実施。
- 2012年 戸田とLouisの正式復帰を発表。

10月17日、8thアルバム「BLAZING CRISIS」発表。
9月から12月にかけて全国ツアーを行う。
- 2013年 8月 リ・レコーディングによるベストアルバム「EVERGREEN」発表。

同月より全国ツアー「EVERGREEN TOUR 2013」を実施
- 2014年 8月、Louis Sesto(ドラム)に加え、デビュー以来19年間フロントマンを務めた高谷 学(ボーカル)脱退。中村は「当時は『もうBLINDMANは終わった』と思った。」と語っている。[2]
- 2015年 1月、中村・戸田・松井のオリジナルメンバーにサポートメンバーを加えPROJECT BLINDMANとしてライブツアーを開催。
- 2016年 6月、GALACTICA PHANTOMのRay(ボーカル)、元CRYING MACHINEの實成 峻(ドラム)を迎えBLINDMANとしての活動を再開する事を発表。

12月、Walküre Recordsより9thアルバム「TO THE LIGHT」がリリースされた。
- 2017年 12月、名古屋ワンマン公演をほぼフル収録したライブ・アルバム「LIVE...in the Dark to the Light」をリリース。
- 2018年 上期に、リリースに伴う東名阪ツアーを敢行。また3年振りにPURE ROCK JAPAN LIVEに出演することがアナウンスされ、GALNERYUS、SEX MACHINEGUNS、陰陽座、摩天楼オペラと出演。

11月、10thアルバム「Reach For The Sky」をリリース。
- 2020年 11月、11thアルバム「EXPANSION」をリリース。Jハードロック界の至宝として紹介される[3]。
- 2023年 約3年振りの新作となるミニアルバム「OUTBURST」をリリース[4]。